# Olympic-klasse

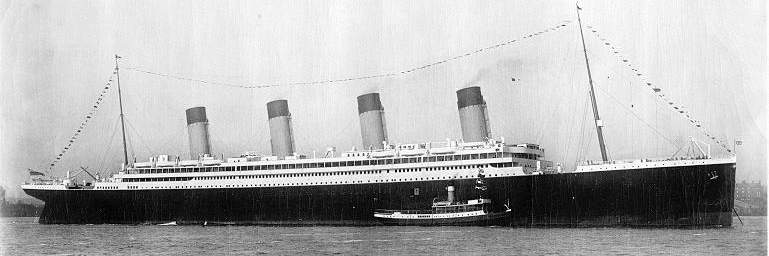
De RMS Olympic: Het eerste schip van de Olympic-klasse.

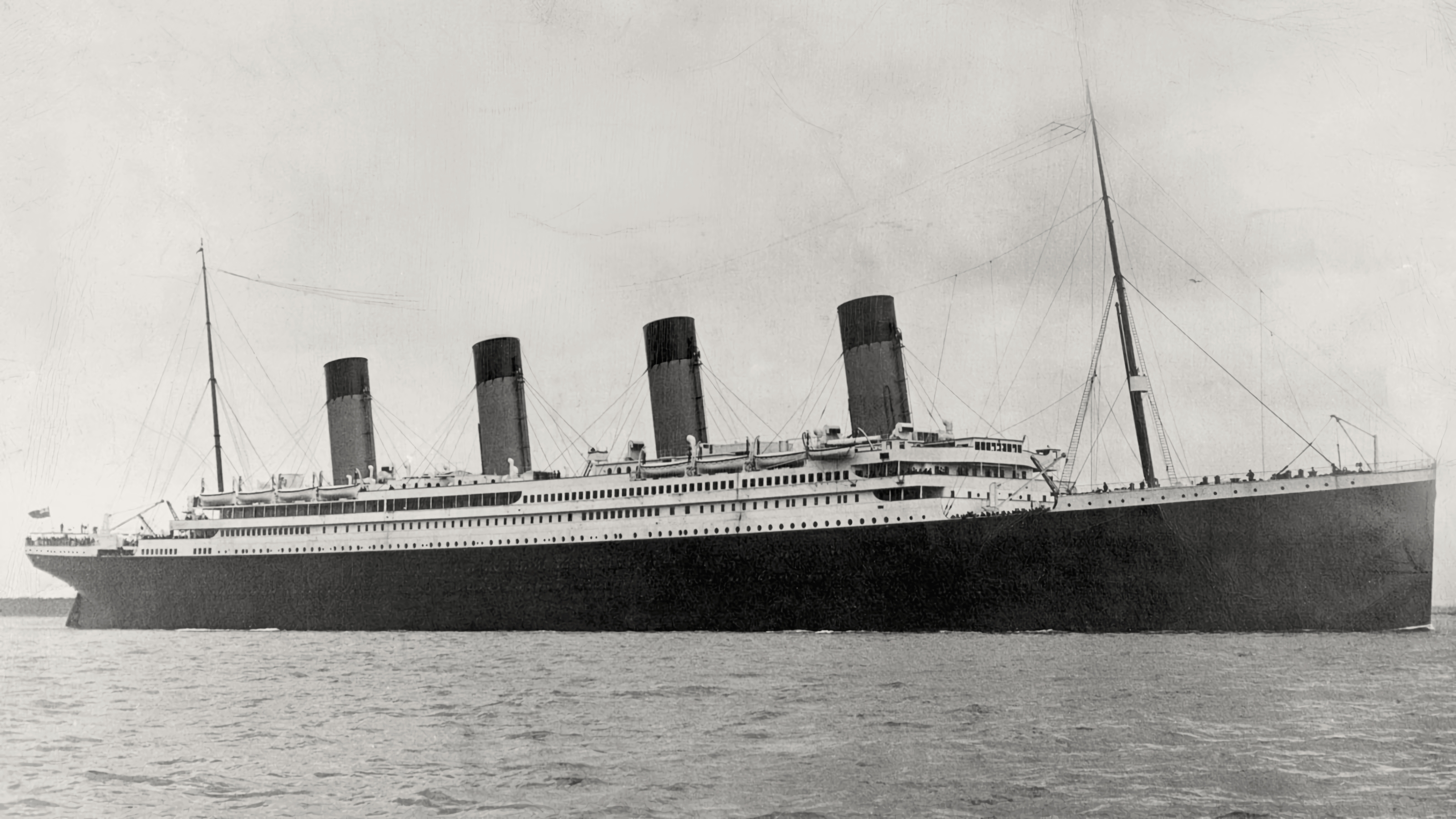
De RMS Titanic: Het tweede schip van de Olympic-klasse

De Olympic-klasse (olympic class) was een klasse van 3 schepen, gebouwd door Harland and Wolff, Belfast voor de White Star Line. Deze rederij gaf opdracht voor de Olympic, die in 1911 van stapel liep, gevolgd door de Titanic in 1912, en de Britannic, in 1914 in de vaart genomen zou worden.
De toeristenklassen van deze lijners zijn beroemd gebleven om hun luxe. De derde klasse daarentegen was bestemd voor de arme immigranten, die echter in zoverre een elite vormden dat ze althans nog in staat waren geweest de overtocht te betalen: die kostte hen $ 32. Deze derde klasse was schamel in haar voorzieningen maar was voor de exploitant toch de lucratiefste klasse.

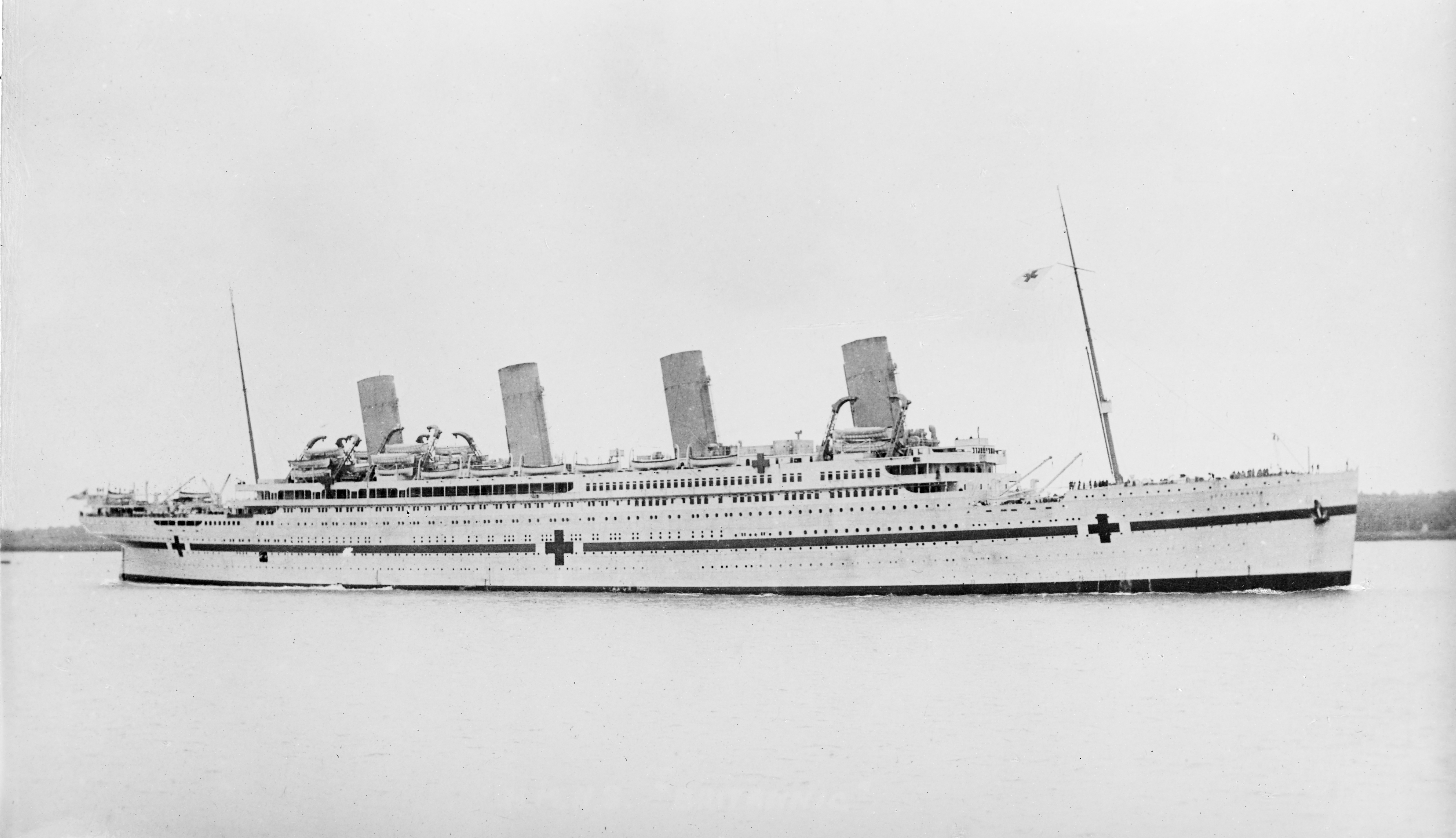
De HMHS Britannic: Het derde en laatste schip van de Olympic-klasse

Toen in de nacht van 14 op 15 april 1912 de Titanic op haar eerste reis na een aanvaring met een ijsberg de geschiedenis in ging als het schip dat praktisch niet kon zinken maar dat toch deed, en wat ongeveer 1500 opvarenden het leven kostte, was het noodzakelijk de constructie van de Olympic en de Britannic grondig te herzien. De Olympic werd in november 1912 tijdelijk uit de vaart genomen voor verbeteringen en aanpassingen. De Britannic, waarvan de kiel in 1911 gereed was gekomen, lag nog in aanbouw op de scheepswerf in Belfast. Het ontwerp werd grondig gewijzigd: zo werden beide schepen voorzien van een dubbele waterdichte romp, voldoende reddingsboten, en werden de waterdichte compartimenten verbeterd en verhoogd tot boven de waterlijn (B-dek). In 1914 werd de Britannic (zie HMHS britannic) als laatste in dienst genomen. Toen kort daarna de Eerste Wereldoorlog uitbrak, werd het schip opgeëist door de Britse Royal Navy om dienst te doen als hospitaalschip. In de ochtend van 21 november 1916, op haar zesde reis liep ze op een zeemijn en zonk in de Egeïsche Zee. Dit kostte 32 opvarenden het leven. De Olympic als enige overgebleven schip uit de klasse had een succesvolle carrière tot 1934. In 1935 werd ze op een scheepswerf in Schotland gesloopt.
Anno 2019 wordt er gewerkt aan een schip gebaseerd en sterk gelijkend op de schepen uit de vroegere Olympic-klasse. Het schip wordt gebouwd naar de (veiligheids)eisen en technieken van nu en zal de naam Titanic II gaan dragen. De datum van tewaterlating was meerdere keren uitgesteld en staat nu gepland voor 2022.
Olympic · Titanic · Britannic